# Stejaru, Constanța
Stejaru (în trecut Carapelit, în turcă Karapelit) este un sat în comuna Saraiu din județul Constanța, Dobrogea, România.
Satul a fost înfiintat în anul 1842 de catre tatari si si-a luat numele de la dealul Carapelit-Bair la poalele căruia este asezat. De prin anul 1850 au început să se stabilească familii de oieri veniti din Transilvania, Muntenia si din zona Călmatuiului. In anul 1930 numele satului a fost schimbat în Stejaru.
La recensământul din 2002 avea o populație de 43 locuitori.
Biserica satului a fost construită in 1934 dupa proiectul arhitectului Nicolae Panait. In 1940 mesterul Eremia Păvăluc din Tulcea a executat catapeteasma si icoanele din biserică. Biserica cu hramul Inăltarea Domnului a fost sfiintită pe 11 iunie 1943 de către Episcopul Locotenent Eugen Laiu. Pe 7 mai 1950 preotul Aurel Lazarov, împreuna cu dascalul Nicolae Banciu si sătenii Mihalache Enache, Radu Gheorghe, Corsote Gheorghe si Petre Puscasu au fost arestati pentru că au sprijinit partizanii anticomunisti. Preotul Lazarov  a murit în temnitele comuniste. La 1 martie 2004 se înfintează Schitul Stejaru. 

## Istorie
Pe raza satului au fost identificate pe malul stâng al paraului Topolog urme de asezari de tip "cenusare" din epoca bronzului târziu (Cultura Coslogeni, sec. XV-XII a. Chr.).